# Hulikunta 73, Sandur
Hulikunta 73 là một làng thuộc tehsil Sandur, huyện Bellary, bang Karnataka, Ấn Độ.